# Dmitry Kuzelev
Dmitry Leonidovich Kuzelev (em russo:  Дмитрий Леонидович Кузелев; Kemerovo, 1 de novembro de 1969) é um handebolista profissional da Rússia, campeão olímpico.
Nos Jogos Olímpicos de 2000, em Sydney, Dmitry Kuzelev fez parte da equipe russa que sagrou-se campeã olímpica. Com 5 partidas e 7 gols.